# Nogent-le-Bernard
Nogent-le-Bernard é uma comuna francesa na região administrativa do País do Loire, no departamento de Sarthe. Estende-se por uma área de 30.26 km². Em 2010 a comuna tinha 945 habitantes (densidade: 31,2 hab./km²).